# Station Fareham
Fareham is een spoorwegstation van National Rail in Fareham, Fareham in Engeland. Het station is eigendom van Network Rail en wordt beheerd door South Western Railway. Het station is geopend in 1841.